# Аглиуллин, Хамит Шамсутдинович
Хами́т Шамсутди́нович Аглиу́ллин (Аглиу́лин) ( тат. Хәмит Шәмсетдин улы Әһлиуллин; 20 марта 1919 — 15 октября 1943) — участник Великой Отечественной войны, заместитель политрука, командир отделения сапёрного взвода 43-го стрелкового полка 106-й стрелковой дивизии 65-й армии Центрального фронта, Герой Советского Союза (1943), старший сержант.

## Довоенная биография
Родился 20 марта 1919 года в селе Удрякбаш (ныне Благоварский район, Башкортостан) в крестьянской семье. Работал в колхозе имени Фрунзе Благоварского района. Татарин.
В Красную Армии призван в 1939 году Благоварским райвоенкоматом Башкирской АССР.

## Участие в Великой Отечественной войне
С февраля 1943 года на фронте.
15 октября 1943 года старший сержант Аглиуллин под сильным огнём противника с группой разведчиков и минёров переправился через реку Днепр в районе городского посёлка Лоев Гомельской области Белоруссии. Принимал участие в захвате, удержании и расширении плацдарма на правом берегу. В трудные моменты боя перевозил боеприпасы для всего подразделения. Погиб в том бою на правом берегу Днепра в двух километрах юго-восточнее Лоева. Похоронен в братской могиле на месте боёв.
Звание Героя Советского Союза старшему сержанту Аглиуллину Хамиту Шамсутдиновичу присвоено посмертно Указом Президиума Верховного Совета СССР от 30 октября 1943 года.

## Память
- Именем старшего сержанта Хамита Шамсутдиновича Аглиуллина названы улица и школа в селе Удрякбаш Благоварского района Башкортостана.

## Награды
- Медаль «Золотая Звезда» Героя Советского Союза (30.10.1943)[5]
- Орден Ленина
- Орден Красной Звезды (15.10.1943)[6]